# Parmotrema tinctorum
Parmotrema tinctorum är en lavart som först beskrevs av Despr. ex Nyl. och som fick sitt nu gällande namn av Mason Ellsworth Hale. 
Parmotrema tinctorum ingår i släktet Parmotrema och familjen Parmeliaceae. Inga underarter finns listade i Catalogue of Life.

## Källor

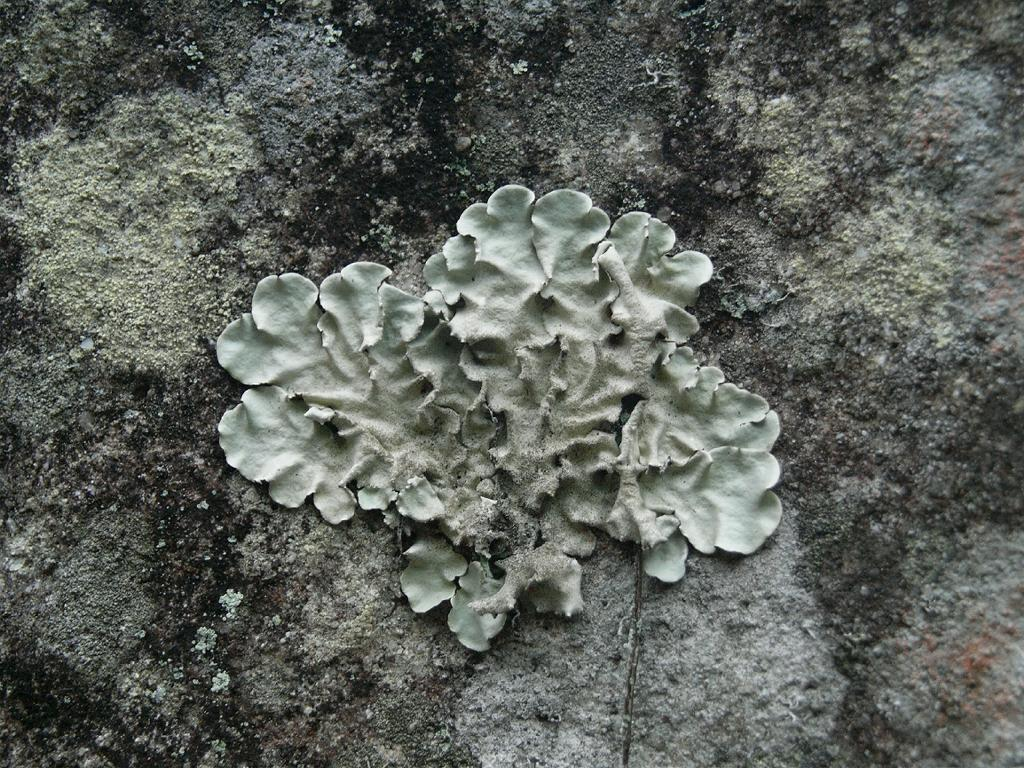